# Gallipoli (Italia)
Gallipoli es una localidad italiana de la provincia de Lecce, en la región de Apulia. Cuenta con una población de 21 051 habitantes. Está ubicada en la costa del golfo de Tarento.

## Evolución demográfica
| Gráfica de evolución demográfica de Gallipoli entre 1861 y 2001 |
|                                                                 |
| Fuente ISTAT - elaboración gráfica de Wikipedia                 |